# Haus der Väter (Hannover)

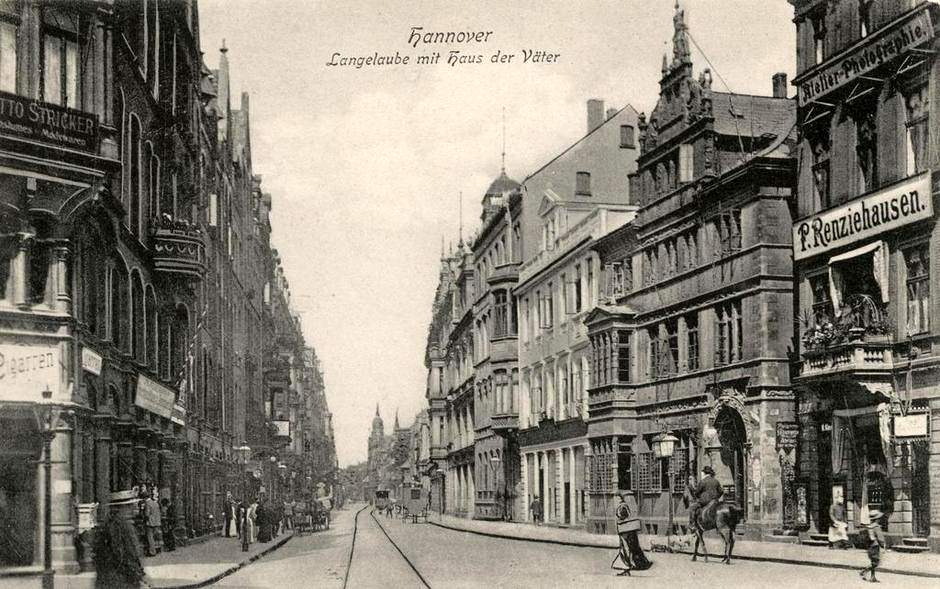
„Langelaube mit Haus der Väter“,
Ansichtskarte um 1905

Das Haus der Väter in Hannover war ein stattliches, im Stil der Renaissance erbautes Bürgerhaus. Das ursprünglich im 17. Jahrhundert errichtete Gebäude, sein Abbruch und seine zweimalige „Auferstehung“ an jeweils anderen Standorten in Hannover gelten als „Zeugnis früher denkmalpflegerischer Bemühungen“ in der niedersächsischen Landeshauptstadt. Das „zur Berühmtheit gelangte“ Bauwerk findet sich in Abbildungen zahlreicher zeitgenössischer Künstler wieder.

## Geschichte

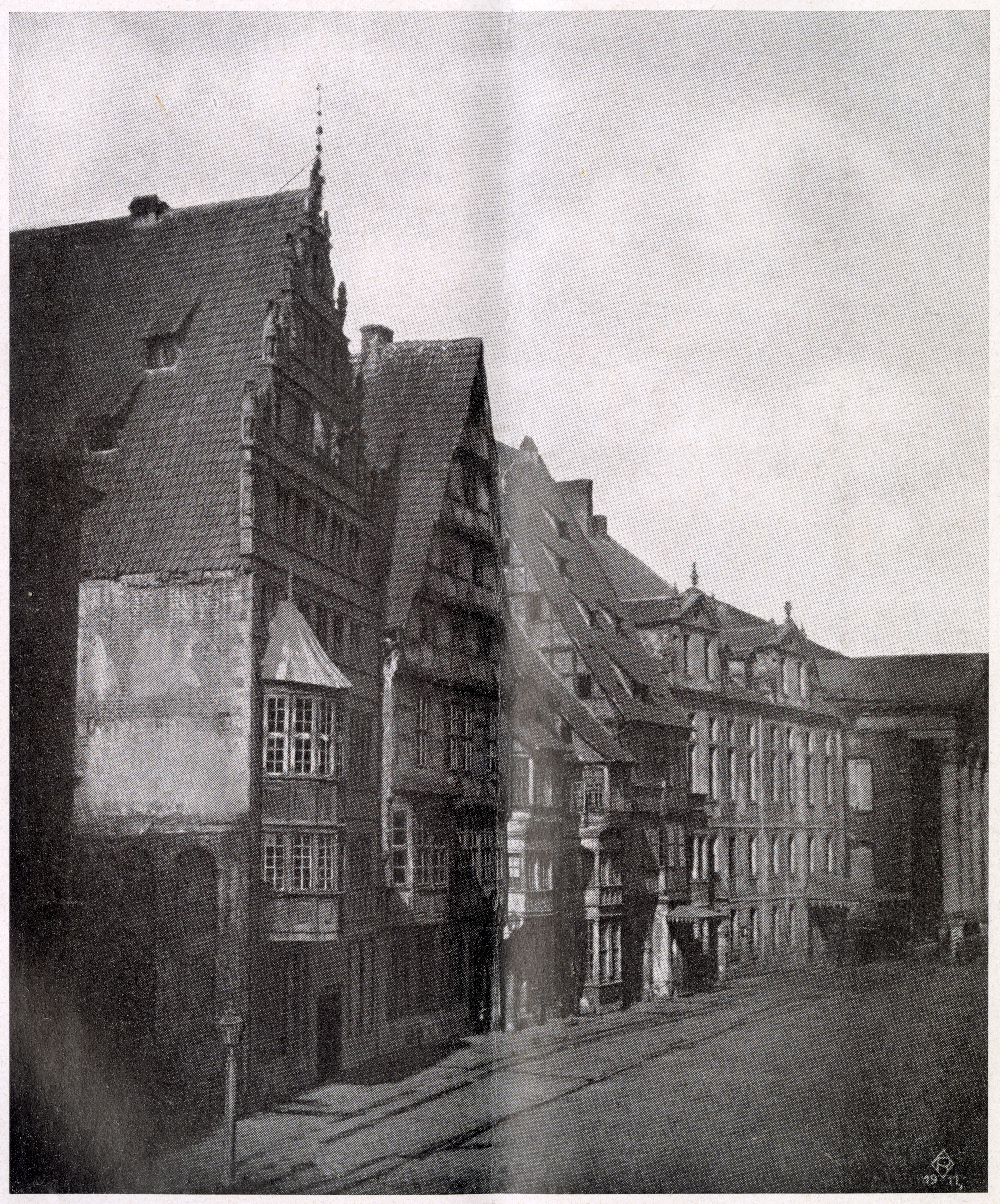
Um 1850: Das Haus der Väter an der Leinstraße Ecke Mühlenstraße;
ganz rechts das Leineschloss und das Schlossopernhaus; Reprografie von 1911

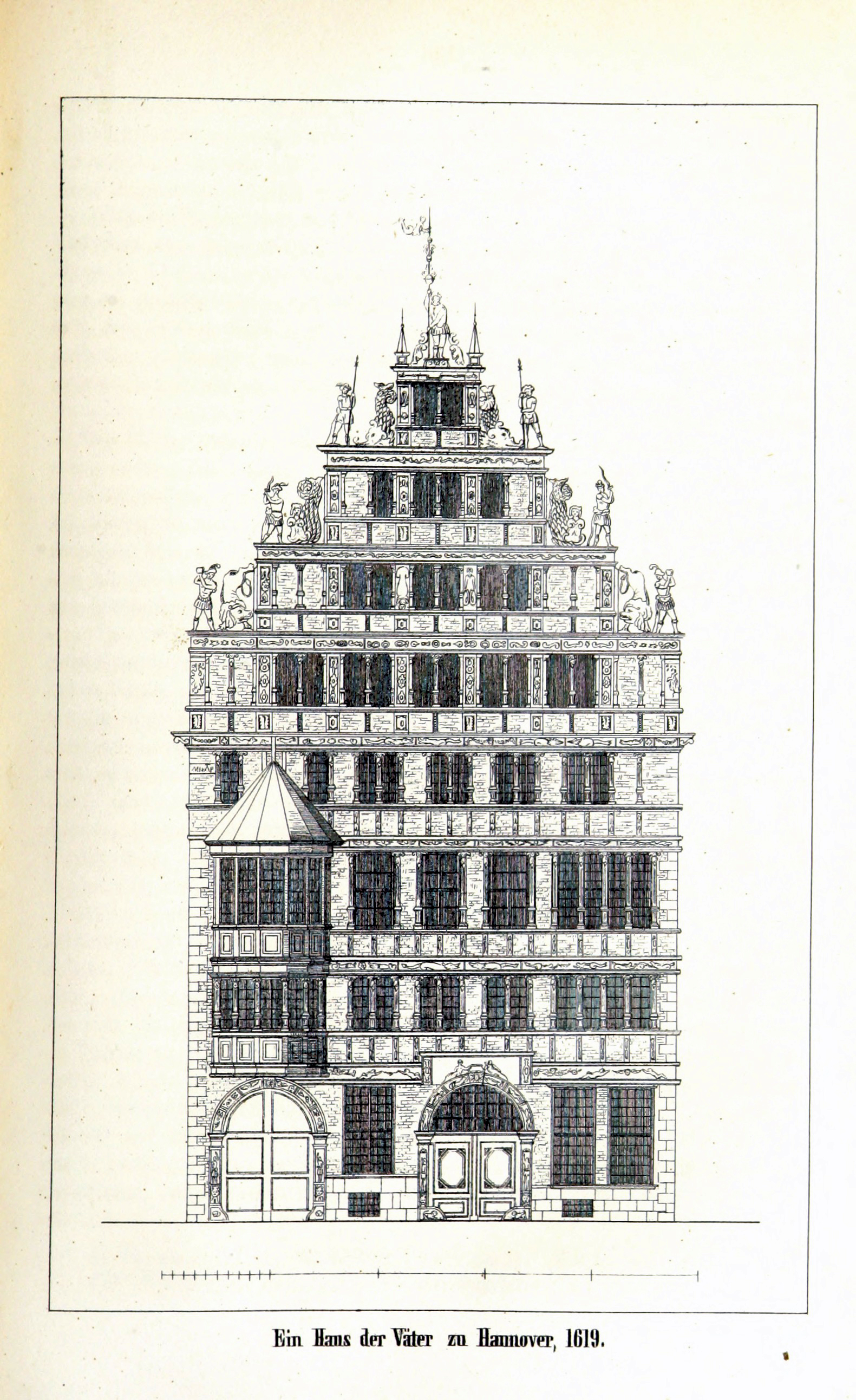
„Ein Haus der Väter zu Hannover, 1619“;
Architekturzeichnung; British Library

Das Gebäude wurde ursprünglich zur Zeit des Dreißigjährigen Krieges im Zeitraum von 1617 oder von 1622 bis 1624 errichtet auf einem Grundstück an der Leinstraße in der Nähe der ehemaligen Mühlenstraße, die heute im Verlauf der Karmarschstraße liegt. Ausführender Architekt war der hannoversche Ratsmaurermeister Joachim Pape, der das Haus im Auftrag der Bauherren Ludolf von Anderten und dessen Schwiegersohn Georg Türcke errichten ließ.
1801 erwarb „die Krone“ – King George III. ließ sich aufgrund der Personalunion zwischen Großbritannien und Hannover im Kurfürstentum Braunschweig-Lüneburg durch seinen Sohn Adolph Friedrich, Herzog von Cambridge vertreten – die Immobilie in der Leinstraße inklusive der angrenzenden Bauten. Diese sollten abgerissen werden, um das Leineschloss freizulegen und zu erweitern. Diese Pläne wurden in Folge der Besetzung Hannovers durch die Truppen von Napoleon Bonaparte während der sogenannten „Franzosenzeit“ zunächst jedoch nicht umgesetzt.
Erst nach dem Regierungsantritt von König Ernst August im Jahr 1837 wurden die Abrisspläne zwecks Schlosserweiterung wieder aufgegriffen. Daraufhin verfasste der Schriftsteller Wilhelm Blumenhagen 1839 einen Aufsatz unter dem Titel Ein Haus der Väter, mit dem er zum Schutz des mitunter auch Zauberburg genannten Gebäudes aufrief; der Aufsatz war mit einer lithografisch vervielfältigen, großformatigen Architekturzeichnung von Laves illustriert.
Doch erst unter König Georg V. ließ der königlich hannoversche Hofmaler Carl Oesterley 1852 das Bauwerk behutsam abtragen, um die aus Sandstein errichtete Fassade und den reich geschmückten Staffelgiebel für einen Neubau als Wohnhaus für sich und seiner Familie unter der Adresse Lange Laube 3 wiederzuverwenden. Im Auftrag Oesterleys setzte dort der Architekt Wilhelm Mithoff die Schmuckelemente des Hauses etwas verändert wieder zusammen, in dem historische Bauteile aus anderen Gebäude hinzufügte, darunter einen Erker aus dem Haus Schmiedestraße 29, das ebenfalls 1852 abgebaut wurde, sowie die hölzerne Ausstattung der Marktkirche, von der Oesterley 1852 insgesamt 4 Fuder erwarb, als im selben Jahr „alle nichtgotischen Einbauten und Ausstattungen“ der Marktkirche beseitigt wurden.

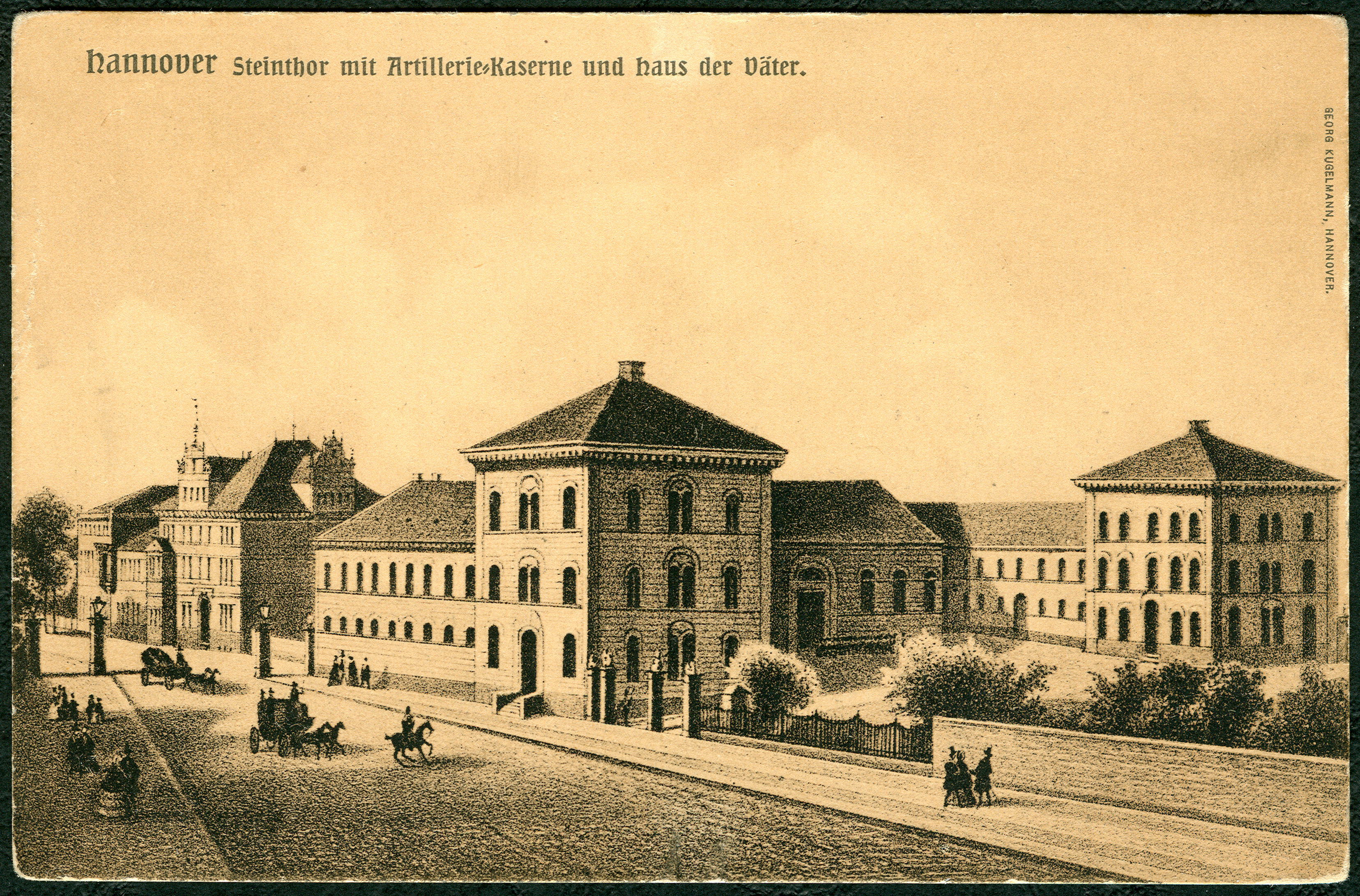
1858: „Steinthor mit Artilleriekaserne und Haus der Väter“;
Tonlithografie von Georg Kugelmann nach Wilhelm Kretschmer, um 1905

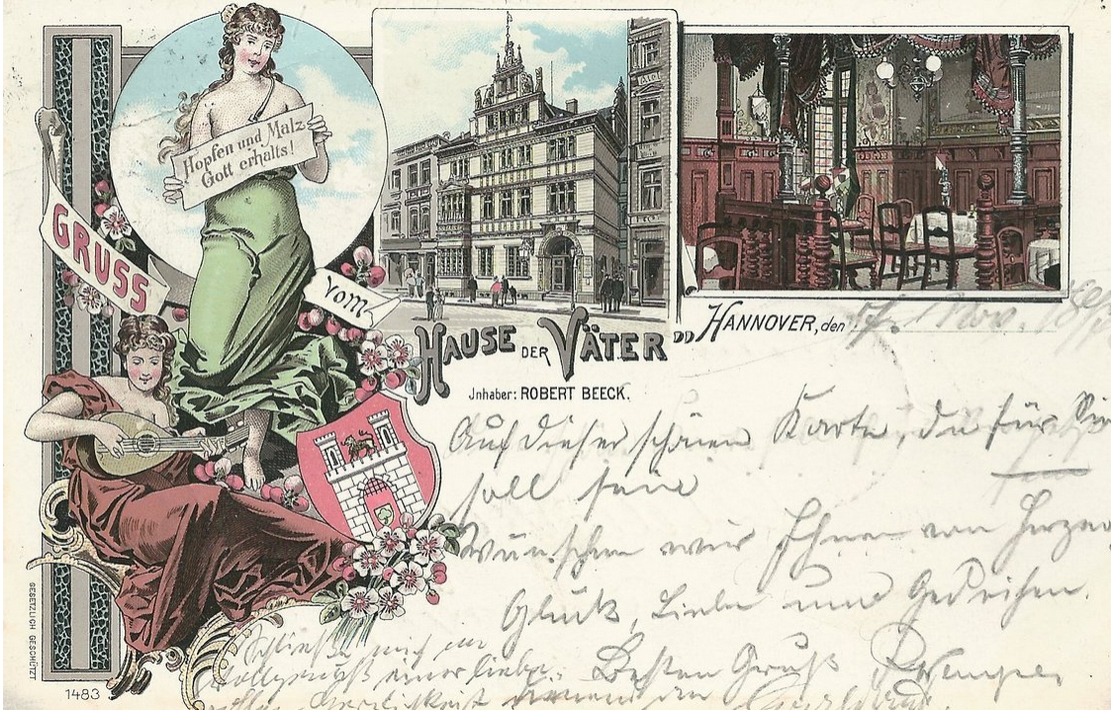
„Gruss vom Hause der Väter, Inhaber: Rudolf Beek“;
Grußkarte Nr. 1483; kolorierte Lithografie um 1897, Sammlung Bernd Sperlich

Die Familie Oesterley bewohnte das Haus bis 1891. Von ihrem anfangs freistehenden Haus an der Langen Laube war, nachdem die Straßenbebauung an der Langen Laube nach und nach dichter geworden war, von der auf drei Seiten durchgestalteten Fassade nur noch die Straßenfront sichtbar geblieben. So erwarb Folgejahr 1892 schließlich der Hannoversche Männer-Gesang-Verein von 1851 (der spätere Hannover-Chor) das Gebäude als Vereinsheim. Es diente mit seinem Restaurant und seinem im Obergeschoss gelegenen Saal auch als Veranstaltungs- und Versammlungseinrichtung, beispielsweise 1912 den hannoverschen Mitgliedern Deutschen Gesellschaft für Gartenkunst als Sitzungsort oder 1914 anlässlich einer Ausstellung von der von der Handwerkskammer Hannover einberufenen Versammlung der „Zwangsinnung für das Photographengewerbe in den Stadt- und Landkreisen Hannover und Linden.“
Das später als Gaststätte „Haus der Väter“ genutzte Bauwerk wurde im Zweiten Weltkrieg während der Luftangriffe auf Hannover durch Fliegerbomben zu einem großen Teil zerstört. In der Nachkriegszeit hielt der Fotograf Heinz Koberg im Jahr 1952 die Bausituation fest, nachdem rechts neben dem teilzerstörten Haus der Väter der Boxer Max Walloschke sein gleichnamiges Restaurant in einem Neubau eingerichtet hatte. Die Fotografie gelangte später in das Bildarchiv der Region Hannover, während ältere Abbildungen wie beispielsweise das Foto von Wilhelm Ackermann von 1925 im Historischen Museum Hannover verwahrt werden.
1957 wurden erhaltene Reste der Bauplastik in den Neubau des Hauses Leinstraße 33 integriert.